# 西川純 (教育学者)
西川 純（にしかわ じゅん、1959年9月14日- )は、日本の教育学者。上越教育大学大学院学校教育研究科教授。アクティブラーニングの一種である『学び合い』を提唱した。2013年Ｄマル合資格取得（兵庫教育大学大学院連合学校教育学研究科代議委員会教官資格審査）。

## 来歴・人物
東京都出身。東京都立高島高等学校卒業、筑波大学第二学群生物学類卒業。同大学院教育研究科教科教育専攻修士課程修了。東京都立富士森高等学校にて理科教諭として勤務。2003年兵庫教育大学より博士取得。

## 資格
兵庫教育大学大学院連合学校教育学研究科代議委員会教官資格審査：「Ｄマル合」

## 著書

### 単著
- 『実証的教育研究の技法』、大学教育出版、1999年、ISBN：978-4887303744
- 『なぜ、理科は難しいと言われるのか』、東洋館出版社、1999年、ISBN：978-4491015200
- 『学び合う教室』、東洋館出版社、2000年、ISBN：978-4491015996
- 『心の教科指導』、東洋館出版社、2000年、ISBN：978-4491016320
- 『『学び合い』の仕組みと不思議』、東洋館出版社、2002年
- 『「静かに！」を言わない授業』、東洋館出版社、2003年
- 『「座りなさい！」を言わない授業』、東洋館出版社、2004年
- 『「忙しい！」を誰も言わない学校』、東洋館出版社、2005年
- 『「勉強しなさい！」を言わない授業』、東洋館出版社、2006年
- 『気になる子の指導に悩むあなたへ、学び合う特別支援教育』、東洋館出版社、2008年
- 『上越教育大学教職大学院の考え方』、教育開発研究所、2009年
- 『クラスがうまくいく！『学び合い』ステップアップ（単著）、学陽書房、2012年
- 『なぜか仕事のうまくいく教師の7つのルール』、学陽書房、2013年
- 『学校が元気になる！『学び合い』ジャンプアップ』、学陽書房、2013年
- 『理科だから出来る本当の「言語活動」』、東洋館出版社、2014年
- 『クラスと学校が幸せになる『学び合い』入門』、明治図書、2014年
- 『気になる子への言葉がけ入門』、明治図書、2014年
- 『子どもたちのことが奥の奥までわかる見取り入門』、明治図書、2015年
- 『2020年激変する大学受験！』、学陽書房、2015年
- 『学び合い』を成功させる教師の言葉がけ』、東洋館出版社、2015年
- 『子どもが夢中になる課題づくり入門』、明治図書、2015年
- 『簡単で確実に伸びる学力向上テクニック入門』、明治図書、2015年
- 『新任1年目を生き抜く教師のサバイバル術、教えます』、学陽書房、2015年
- 『子どもによる子どものためのICT活用入門』、明治図書、2015年
- 『アクティブ・ラーニング入門』、明治図書、2015年
- 『すぐわかる！できる！アクティブ・ラーニング』、学陽書房、2015年
- 『高校教師のためのアクティブ・ラーニング』、東洋館出版社、2015年
- 『アクティブ・ラーニング時代の教室ルールづくり入門』、明治図書、2016年
- 『アクティブ・ラーニングによるキャリア教育入門』、東洋館出版社、2016年
- 『サバイバル・アクティブ・ラーニング入門』、明治図書、2016年
- 『週イチでできる！アクティブ・ラーニングの始め方』、東洋館出版社、2016年
- 『함께 배움（『学び合い』ステップアップ韓国語版）』、살림터、2016年
- 『親なら知っておきたい学歴の経済学』、学陽書房、2016年
- 『『学び合い』の手引き・ルーツ＆考え方編』、明治図書、2016年
- 『『学び合い』の手引き・アクティブな授業づくり改革編』、明治図書、2016年
- 『汎用的能力をつけるアクティブ・ラーニング入門』、明治図書、2016年
- 『학력의 경제학（学歴の経済学韓国語版）』、사과나무、2016年
- 『今すぐ出来る！『学び合い』で実現するカリキュラム・マネジメント』、明治図書、2016年
- 『アクティブ・ラーニングの評価がわかる！』、学陽書房、2017年
- 『今すぐ出来る! 全校『学び合い』で実現するカリキュラム・マネジメント』、明治図書、2017年
- 『함께 배움 이렇게 시작한다（週イチでできる！アクティブ・ラーニングの始め方韓国版）、살림터、2017年
- 『子どもを軸にしたカリキュラム・マネジメント、教科を繋ぐ『学び合い』アクティブ・ラーニング』、明治図書、2017年
- 『『学び合い』で始めるカリキュラム・マネジメント」、東洋館出版、2017年
- 『함께 배움 교사의 말하기（『学び合い』を成功させる教師の言葉がけ韓国語版）』、살림터、2017年
- 『みんなで取り組む『学び合い』入門』、明治図書、2017年

### 編著
- 『心の教科指導』、東洋館出版社、2000年
- 『学び合う国語』、東洋館出版社、2007年
- 『クラスが元気になる『学び合い』スタートブック』、学陽書房、2010年
- 『学び続ける教師になるためのガイドブック（学力向上・授業力向上編）』、明治図書、2014年
- 『学び続ける教師になるためのガイドブック（自ら学ぶ学級・学校づくり編）』、明治図書、2014年
- 『学び続ける教師になるためのガイドブック（成功する学校改善プロジェクト編）』、明治図書、2014年
- 『『学び合い』道徳授業プラン』、明治図書、2016年
- 『すぐ実践できる！アクティブ・ラーニング中学社会』、学陽書房、2016年
- 『すぐ実践できる！アクティブ・ラーニング高校地歴公民』、学陽書房、2016年
- 『すぐ実践できる！アクティブ・ラーニング中学数学』、学陽書房、2016年
- 『すぐ実践できる！アクティブ・ラーニング中学理科』、学陽書房、2016年
- 『すぐ実践できる！アクティブ・ラーニング高校数学』、学陽書房、2016年
- 『すぐ実践できる！アクティブ・ラーニング中学英語』、学陽書房、2016年
- 『すぐ実践できる！アクティブ・ラーニング中学国語』、学陽書房、2016年
- 『すぐ実践できる！アクティブ・ラーニング高校理科』、学陽書房、2016年
- 『すぐ実践できる！アクティブ・ラーニング高校国語』、学陽書房、2016年